# Cheminée du Front-de-Seine

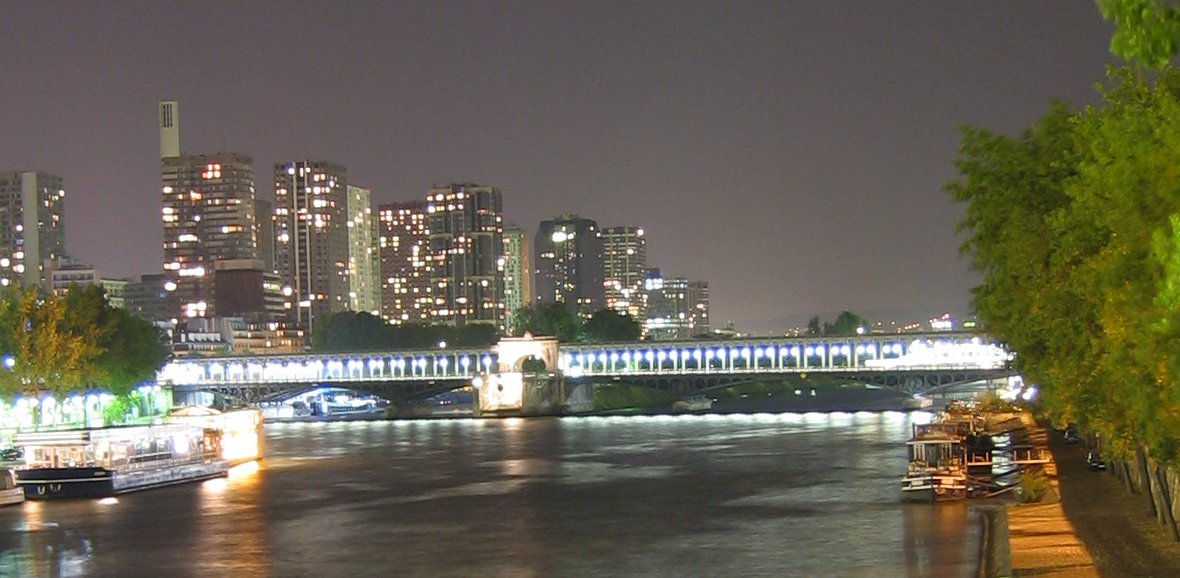
El pont de Bir-Hakeim amb la xemeneia al fons

La cheminée du Front-de-Seine (xemeneia del Front-de-Seine) és una xemeneia situada al barri del Front-de-Seine, al 15è districte de París, a França.
Amb una alçada de 130 metres, aquesta xemeneia és l'estructura més alta del barri, superant de més de 30m els altres edificis; és fins i tot la 4a estructura més alta al territori del municipi de París, després de la torre Eiffel, la torre Montparnasse i l'hotel Concorde Lafayette.
La xemeneia va ser concebuda per François Stahly entre 1970 i 1971. La seva forma és depurada i és integralment blanca, a excepció d'events purament estètics situats dalt de l'estructura.
El seu ús és el d'evacuar el fum dels cremadors que serveixen per produir vapor distribuït en canalitzacions subterrànies cap als immobles del barri (per als usos de calefacció central i d'aigua calenta sanitària). La companyia d'explotació és la Companyia parisenca de calefacció urbana (CPCU).
La farga utilitza el fuel TTBTS (molt baix en sofre). La seva capacitat de producció és de 590 tones de vapor per hora. En temps normal, s'exploten quatre calderes de les sis que hi ha disponibles. Les dues suplementàries només són utilitzades en cas de fred extrem o en cas d'indisponibilitat d'altres centres de producció de la CPCU (el centre de producció està integralment connectat a la xarxa de distribució de la CPCU a París i la regió parisenca).